# Museo delle armi antiche di San Marino
Il Museo delle armi antiche di San Marino, completamente rinnovato nell'allestimento interno e, ora, riaperto ai visitatori, si trova nella Seconda Torre, la Cesta o Fratta che raggiunge i 755 m sul Titano e ospita una parte delle circa 2000 armi antiche della collezione sammarinese. Venne aperto nel 1956 grazie a una convenzione stipulata con il collezionista Giovanni Carlo Giorgetti. Oltre ad armi antiche, bianche e da fuoco, raccoglie divise, armature, armi sperimentali e prototipi. Il museo organizzato secondo criteri espositivi cronologici è suddiviso in 5 sale.